# God Rest Ye Merry, Gentlemen
God Rest Ye Merry, Gentlemen (dosł: „Bóg uspokaja was radośnie, panowie”) – angielska kolęda datowana na około XVI wiek. Jej tekst wydrukowano po raz pierwszy w Londynie w 1833 roku. Uczynił to brytyjski prawnik William B. Sandys, który umieścił ją w swej kompilacji pieśni bożonarodzeniowych. Autor kolędy pozostaje jednak nieznany.
Odniesienie do kolędy pojawia się w Opowieści wigilijnej Karola Dickensa. W 2012 roku powstało pełne polskie tłumaczenie pieśni. Autorem słów siedmiozwrotkowego przekładu jest Bartosz Kuriata. Istnieją dwie polskie wersje tej kolędy i noszą tytuły „Niech Bóg dziś pokój ześle wam” oraz „Bóg wciąż najmilsi przy nas jest”.

## Tekst według Williama Sandysa
God rest ye merry, gentlemen
Let nothing you dismay
Remember Christ our Saviour
Was born on Christmas Day
To save us all from Satan's power
When we were gone astray
O tidings of comfort and joy,
Comfort and joy
O tidings of comfort and joy
In Bethlehem, in Jewry, (lub: Judah)
This blessèd Babe was born (lub: The humble Christ was born)
And laid within a manger (lub: And God sent us salvation)
Upon this blessèd morn (lub: That blessed Christmas morn)
To which His Mother Mary
Did nothing take in scorn
O tidings of comfort and joy,
Comfort and joy
O tidings of comfort and joy
From God our Heavenly Father
A blessèd Angel came;
And unto certain Shepherds
Brought tidings of the same:
How that in Bethlehem was born
The Son of God by Name.
O tidings of comfort and joy,
Comfort and joy
O tidings of comfort and joy
"Fear not then," said the Angel,
"Let nothing you affright,
This day is born a Saviour
Of a pure Virgin bright ,
To free all those who trust in Him 
From Satan's power and might."
O tidings of comfort and joy,
Comfort and joy
O tidings of comfort and joy
The shepherds at those tidings
Rejoiced much in mind,
And left their flocks a-feeding
In tempest, storm and wind:
And went to Bethlehem straightway
This blessed Babe to find. (lub: The Son of God to find)
O tidings of comfort and joy,
Comfort and joy
O tidings of comfort and joy
But when to Bethlehem they came (lub: And when they came to Bethlehem)
Whereat this Infant lay, (lub: Where our dear Saviour lay)
They found Him in a manger,
Where oxen feed on hay
His Mother Mary kneeling, (lub: His mother Mary kneeling down,)
Unto the Lord did pray.
O tidings of comfort and joy,
Comfort and joy
O tidings of comfort and joy
Now to the Lord sing praises,
All you within this place,
And with true love and brotherhood
Each other now embrace;
This holy tide of Christmas
All other doth efface.
O tidings of comfort and joy,
Comfort and joy
O tidings of comfort and joy

## Wersja Annie Lennox
Brytyjska piosenkarka Annie Lennox nagrała „God Rest Ye Merry, Gentlemen” na swój bożonarodzeniowy album A Christmas Cornucopia w 2010 roku. Utwór wydano jako drugi singel z płyty i nagrano do niego także teledysk. Piosenka uplasowała się na 126. miejscu brytyjskiej listy sprzedaży singli.